# 亞洲棕鱸
亞洲棕鱸，為輻鰭魚綱鱸形目鱸亞目棕鱸科的其中一種，分布於亞洲緬甸淡水流域，為熱帶淡水魚類，體長可達3.8公分，棲息在森林覆蓋的溪流底中層水域，生活習性不明。

## 擴展閱讀
維基物種上的相關：亞洲棕鱸